# Michele Barcaiuolo
Michele Barcaiuolo (Modena, 7 febbraio 1979) è un politico italiano.

## Biografia
Nato a Modena, ha esercitato la professione di avvocato in vari studi legali della città, aprendo poi uno studio proprio nel 2018. Fu consigliere d’amministrazione dell’Università degli Studi di Modena e Reggio Emilia dal 2001 al 2003 e consigliere comunale di Modena dal giugno 2004 al giugno 2014.
Al momento dell'elezione al Senato della Repubblica ricopriva la carica di consigliere regionale dell'Emilia-Romagna.
Alle elezioni politiche anticipate del 2022 viene candidato al Senato della Repubblica, tra le liste di Fratelli d'Italia nel collegio plurinominale di Emilia-Romagna - 01 in seconda posizione, risultando eletto senatore. Nella XIX legislatura è segretario della Commissione straordinaria per la tutela e la promozione dei diritti umani, oltreché componente della 3ª Commissione Affari esteri e difesa, di cui è capogruppo per FdI, della Commissione parlamentare per la semplificazione, del Consiglio di garanzia e della delegazione italiana all'Assemblea parlamentare della NATO.